# FBC Melgar

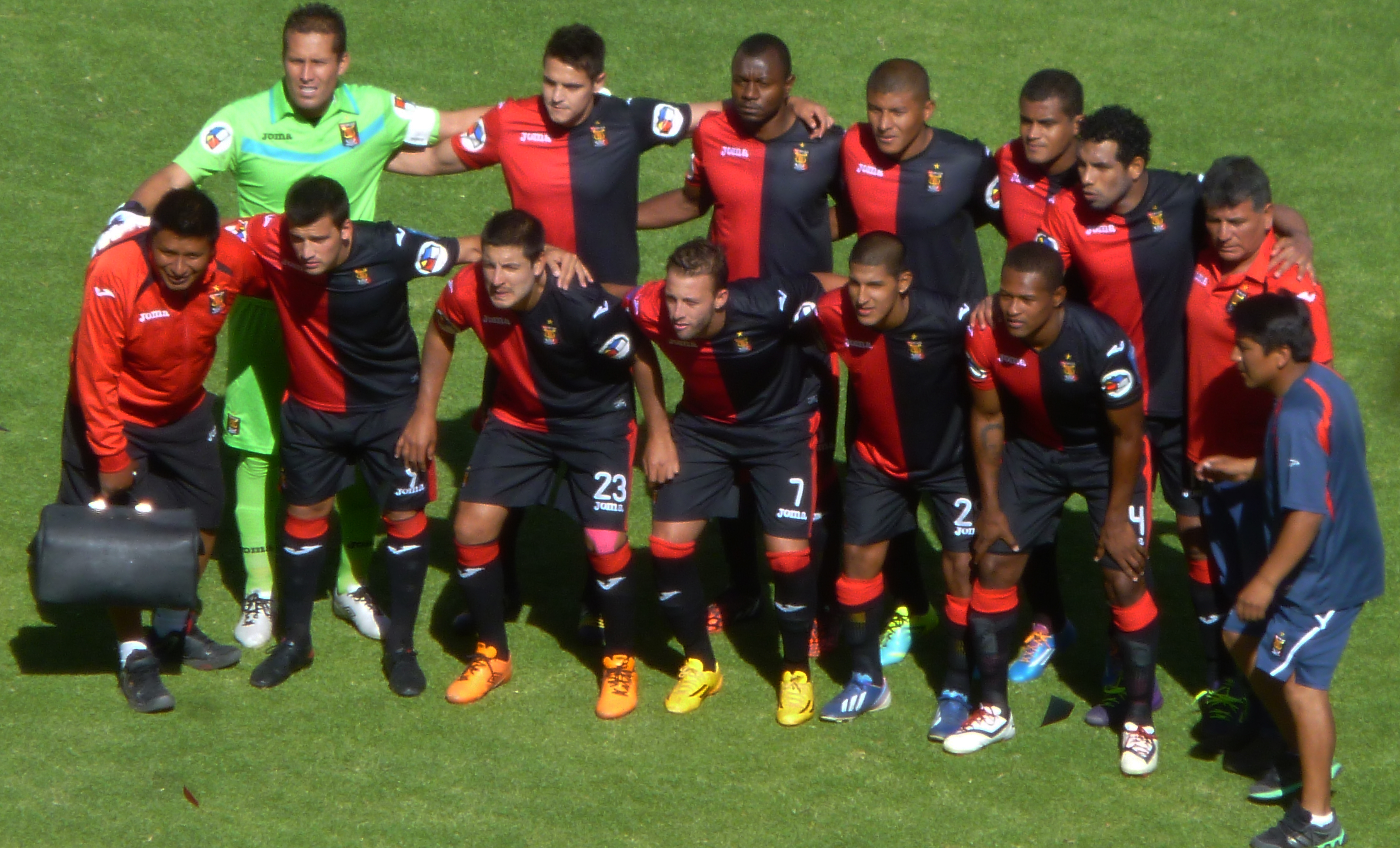
Team van 2014

FBC Melgar is een Peruaanse voetbalclub uit Arequipa. De club is opgericht in 1915 en is daarmee een van de oudste clubs van het land.

## Geschiedenis
FBC Melgar werd in 1915 opgericht door een aantal studenten uit Arequipa. In 1919 reisde de club af naar Lima om voor het eerst mee te doen in een vriendschappelijk toernooi. Toen in 1966 voor het eerst een echt nationaal kampioenschap werd georganiseerd, was Melgar een van de vier clubs van buiten de hoofdstad Lima die werd uitgenodigd om mee te doen. In 1981 werd Melgar landskampioen en in 1983 eindigde het team als tweede, de beste resultaten tot nog toe.

## Stadion
FBC Melgar speelt zijn thuiswedstrijden in het Estadio Mariano Melgar. Dit stadion heeft een capaciteit van 20.000 toeschouwers en is genoemd naar de Peruaanse dichter Mariano Melgar. Af en toe wijkt de club uit naar het Estadio de la UNSA, waar 40.000 toeschouwers in passen.

## Erelijst
- Primera División Peruana (2)[1]

1981; 2015
- Torneo Apertura (1)

2022

## Kampioensteams
- 2022 - Carlos Caceda, Paolo Reyna, Alec Denemoustier, Leonel Galeano, Alejandro Ramos, Alexis Arias, Martín Pérez-Guedes, Luis Iberico, Bernardo Cuesta, Kevin Quevedo, José Lujan, Jorge Cabezudo, Horacio Orzán, Ricardo Farro, Matías Lazo, Diego Rodriguez, Jean Pierre Archimbaud
- 2015 - Patricio Alvarez, Lampros Kontogiannis, Edgar Villamarín, Jonathan Acasiete, Alexis Arias, Jhonier Montaño, Ysrael Zuñiga, Bernardo Cuesta, Omar Fernández, Rainer Torres, Daniel Ferreyra en Minzun Quina.
- 1981 -